# Eduardo Azargado
Eduardo Erick Azargado Ponce (Iquique, Chile, 3 de febrero de 1960) es un exfutbolista chileno que jugaba de portero. Actualmente es preparador de arqueros en el cuerpo técnico de José Luis Sierra en Unión Española.

## Trayectoria
Nacido en Iquique comenzó su carrera como futbolista en las divisiones inferiores de Deportes Iquique a los 15 años, tras jugar en el club amateur Deportivo Los Cóndores. Debutó en 1983 ante Unión San Felipe en el Estadio Cavancha.Luego de ver escasa acción en 1984,al año siguiente es cedido a Deportes Laja de la Tercera División, aportando al ascenso a la entonces Segunda División, tras coronarse como campeón del Apertura 1985, con un destacado nivel individual.
En 1986 se queda nuevamente cedido en Laja, regresando a Deportes Iquique en 1987. En dicha temporada fue suplente de Alberto Ehrlich, por lo que partió a Cobreandino en 1988.Para 1989 regresa a Iquique, logrando ganarle el puesto a Ehrlich durante 1990; sin embargo, durante esa campaña el equipo desciende a la Segunda División.
En 1991 ficha por Unión Española de la Primera División. En la primera temporada fue suplente de Carlos Prono,mientras que en 1992 le ganó el puesto de forma indiscutible.Además, esa misma temporada se coronó como campeón de Copa Chile, título que repetiría al año siguiente. En 1994 formó parte del plantel hispano que disputó la Copa Libertadores, compartiendo el arco con el uruguayo Gerardo Rabajda. En 1996 comienzan los problemas económicos en el club hispano, los cuales recrudecen a la temporada siguiente, en lo que sería hasta ahora el único descenso de Unión Española a la Primera B Chilena.
Luego de no lograr obtener el regreso a la Primera División a través de la Liguilla de Promoción, se retira del fútbol a fines de la temporada 1998.
En la actualidad es preparador de arqueros. Ha desarrollado dicha labor en Universidad de Chile,Palestino, Al-Wehda Club y Unión Española, entre otros.

## Selección nacional

### Selecciones menores
Fue convocado para la selección chilena sub-20 en el Sudamericano Sub-20 de 1983 celebrado en Bolivia. El combinado chileno quedó eliminado en primera fase.

### Participaciones en Sudamericanos
| Torneo                      | Sede    | Resultado    |
| --------------------------- | ------- | ------------ |
| Sudamericano Sub-20 de 1983 | Bolivia | Primera fase |

## Clubes
| Club                     | País  | Año       |
| ------------------------ | ----- | --------- |
| Deportes Iquique         | Chile | 1983-1987 |
| → Deportes Laja (cedido) | Chile | 1985-1986 |
| Cobreandino              | Chile | 1988      |
| Deportes Iquique         | Chile | 1989-1990 |
| Unión Española           | Chile | 1991-1998 |

## Palmarés

### Campeonatos nacionales
| Título           | Club           | País  | Año    |
| ---------------- | -------------- | ----- | ------ |
| Tercera División | Deportes Laja  | Chile | 1985-A |
| Copa Chile       | Unión Española | Chile | 1992   |
| Copa Chile       | Unión Española | Chile | 1993   |